# Marian Naszkowski

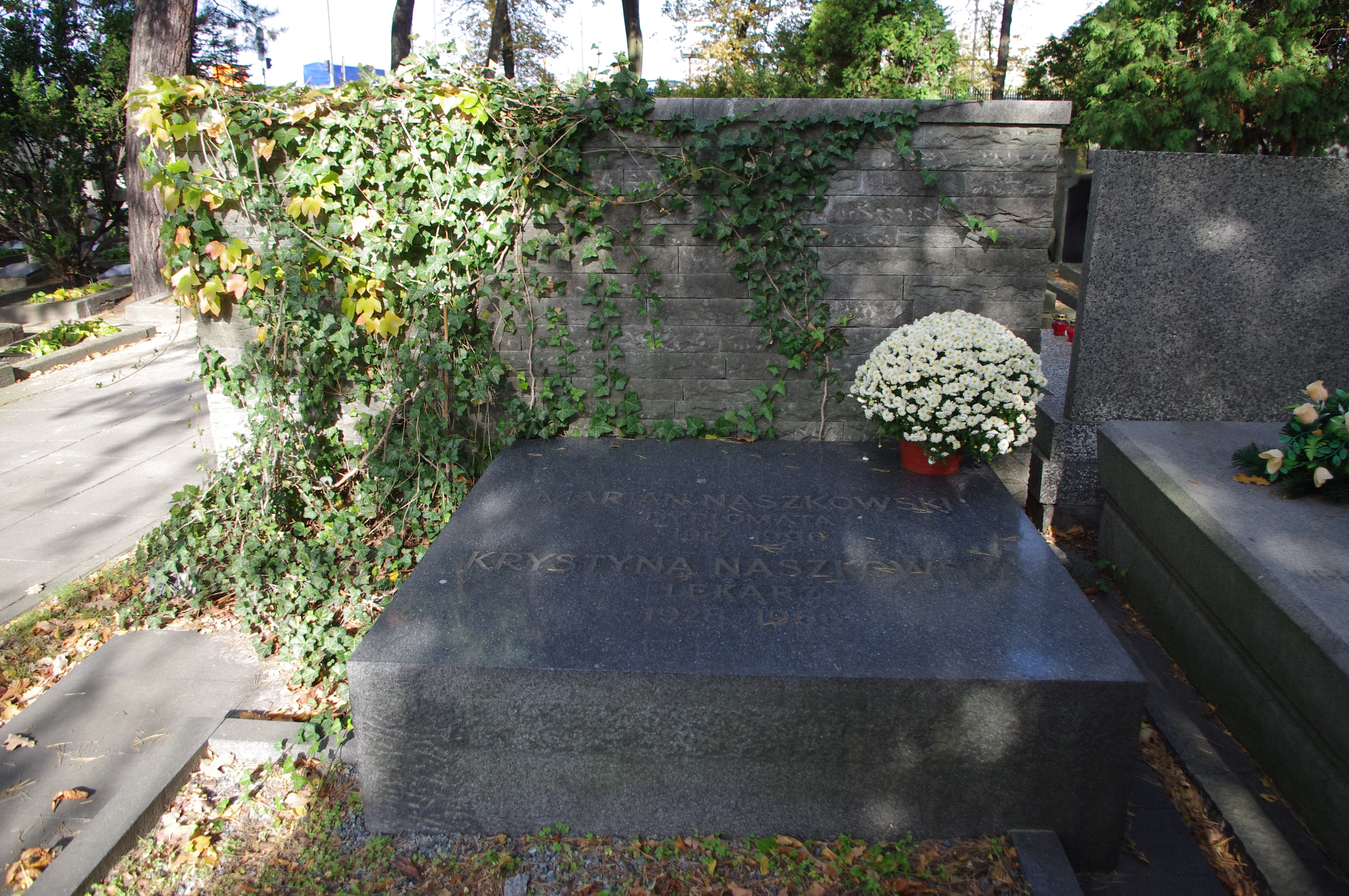
Grób Mariana Naszkowskiego na Cmentarzu Wojskowym na Powązkach w Warszawie

Marian Naszkowski (ur. 15 sierpnia 1912 we Lwowie, zm. 28 września 1996 w Warszawie) – działacz komunistyczny, generał brygady, w latach 1950–1952 szef Głównego Zarządu Politycznego Wojska Polskiego, dyplomata PRL.

## Życiorys
W latach 1930–1934 studiował polonistykę na Uniwersytecie Jana Kazimierza we Lwowie. Początkowo związany z katolickim stowarzyszeniem „Odrodzenie”, rozczarowany jego programem związał się z ruchem lewicowym. W 1934 wstąpił do Komunistycznego Związku Młodzieży Polski, a w 1935 do Komunistycznej Partii Polski. Pracował w komitecie walki o amnestię dla więźniów politycznych i w Międzynarodowej Organizacji Pomocy Rewolucjonistom. Był sekretarzem Komunistycznej Partii Zachodniej Ukrainy w Drohobyczu i Stanisławowie. W latach 1934–1935 odbywał służbę wojskową. Skazany na 8 lat więzienia za działalność komunistyczną, karę odbywał w Rawiczu. Po wybuchu II wojny światowej wydostał się na wolność i od października 1939 pełnił funkcję kierownika wydziału w redakcji polskojęzycznej gazety komunistycznej „Czerwony Sztandar” w zajętym przez ZSRR Lwowie. Po ataku Niemiec na ZSRR w czerwcu 1941 został ewakuowany w głąb ZSRR. Redaktor komunistycznego, agitacyjnego radia polskojęzycznego w Saratowie.
Od maja do grudnia 1942 żołnierz Armii Czerwonej. Działacz Związku Patriotów Polskich. Od maja 1943 oficer polityczny 1 Dywizji Piechoty. W 1, później 3 pułku piechoty był zastępcą dowódcy ds. polityczno-wychowawczych. W 1945 został majorem i zastępcą dowódcy 5 Dywizji Piechoty.
Po zakończeniu wojny został szefem Polskiej Misji Wojskowej w Paryżu, a następnie attaché wojskowym. Od 1946 pułkownik i ambasador RP w Moskwie (do 1950), zaangażowany w prace Komitetu Słowiańskiego w Polsce. Od 12 czerwca 1950 generał brygady i Szef Głównego Zarządu Polityczno-Wychowawczego WP. W listopadzie 1950 został wiceministrem obrony narodowej. Zaliczany do „puławian” podczas walki o władzę w kierownictwie Polskiej Zjednoczonej Partii Robotniczej (PZPR) w latach pięćdziesiątych. Od października 1952 do 1968 wiceminister spraw zagranicznych, następnie w okresie 1968–1972 był redaktorem naczelnym organu prasowego PZPR „Nowe Drogi”. W latach 1972–1977 ambasador – stały przedstawiciel PRL przy Międzynarodowej Organizacji Pracy w Genewie.
W 1951 roku jako szef Głównego Zarządu Politycznego zabronił śpiewania kolęd  żołnierzom.
Delegat na II Zjazd Polskiej Partii Robotniczej i wszystkie zjazdy PZPR, od I (1948) do VI (1971) włącznie. W latach 1948–1968 członek Komitetu Centralnego PZPR, a w latach 1968–1971 członek Centralnej Komisji Kontroli Partyjnej. W 1983 roku wybrany w skład Krajowej Rady Towarzystwa Przyjaźni Polsko-Radzieckiej.
Autor wspomnień. Pochowany na cmentarzu Wojskowym na Powązkach w Warszawie (kwatera C2-12-16/17).

## Życie prywatne
Syn Michała, urzędnika państwowego, jego matka była nauczycielką muzyki. Mieszkał w Warszawie. Był żonaty z Klarą Naszkowską z domu Kalinowską (1913–1987), a następnie z Krystyną Naszkowską, lekarzem (zm. 1966). Miał córkę i syna.

## Ordery i odznaczenia
- Order Sztandaru Pracy I klasy (1959)[6]
- Krzyż Komandorski z Gwiazdą Orderu Odrodzenia Polski
- Krzyż Oficerski Orderu Odrodzenia Polski (1945)
- Order Krzyża Grunwaldu III klasy (1945)
- Krzyż Walecznych (1943)
- Złoty Krzyż Zasługi (19 listopada 1946)[7]
- Medal 30-lecia Polski Ludowej
- Medal 40-lecia Polski Ludowej
- Medal „Za udział w walkach w obronie władzy ludowej” (1986)[8]
- Brązowy Medal „Siły Zbrojne w Służbie Ojczyzny”
- Medal 10-lecia Polski Ludowej
- Medal im. Ludwika Waryńskiego (1986)[9]
- Wielki Oficer Orderu Zasługi Republiki Włoskiej (Włochy, 1965)[10][11]
- Order Orła Azteckiego na Wstędze I klasy (Meksyk, 1963)[12]
- Order Flagi Narodowej I stopnia (KRL-D, 1954)
- Order Narodowy Zasługi (Francja, 1967)[13]
- Medal jubileuszowy „Trzydziestolecia zwycięstwa w Wielkiej Wojnie Ojczyźnianej 1941–1945” (ZSRR, 1975)[14]

## Wybrane publikacje
- Marian Naszkowski: Paryż-Moskwa. Wspomnienia dyplomaty (1945-1950). Warszawa: Państwowy Instytut Wydawniczy, 1986, s. 296. ISBN 83-06-01293-3.